# John Kosgei
John Kosgei (ur. 13 lipca 1973) – kenijski lekkoatleta specjalizujący się w biegach średnich i długich.
W 1998 był drugi w biegu na 3000 metrów z przeszkodami podczas igrzysk dobrej woli oraz zdobył na tym dystansie złoto igrzysk Wspólnoty Narodów. Medalista mistrzostw Kenii. 
Trzykrotnie startował w mistrzostwach świata w biegach na przełaj oraz zdobył w 1998 drużynowo złoto mistrzostw świata w sztafetowym biegu ulicznym. 
Rekord życiowy w biegu przeszkodowym: 8:03,89 (16 sierpnia 1997, Monako). 

## Osiągnięcia
| Rok  | Impreza                                   | Miejsce      | Konkurencja                   | Pozycja     | Wynik   |
| ---- | ----------------------------------------- | ------------ | ----------------------------- | ----------- | ------- |
| 1997 | Mistrzostwa świata w biegach przełajowych | Turyn        | bieg długi                    | 47. miejsce | 37:04   |
| 1998 | Mistrzostwa świata w biegach przełajowych | Marrakesz    | bieg krótki                   | 5. miejsce  | 11:04   |
| 1998 | Igrzyska dobrej woli                      | Uniondale    | bieg na 3000 m z przeszkodami | 2. miejsce  | 8:18,40 |
| 1998 | Igrzyska Wspólnoty Narodów                | Kuala Lumpur | bieg na 3000 m z przeszkodami | 1. miejsce  | 8:15,34 |
| 1999 | Mistrzostwa świata w biegach przełajowych | Belfast      | bieg krótki                   | 8. miejsce  | 12:45   |
| 2001 | Finał Grand Prix IAAF                     | Melbourne    | bieg na 3000 m z przeszkodami | 5. miejsce  | 8:19,29 |